# Terry Moore (Schauspielerin)

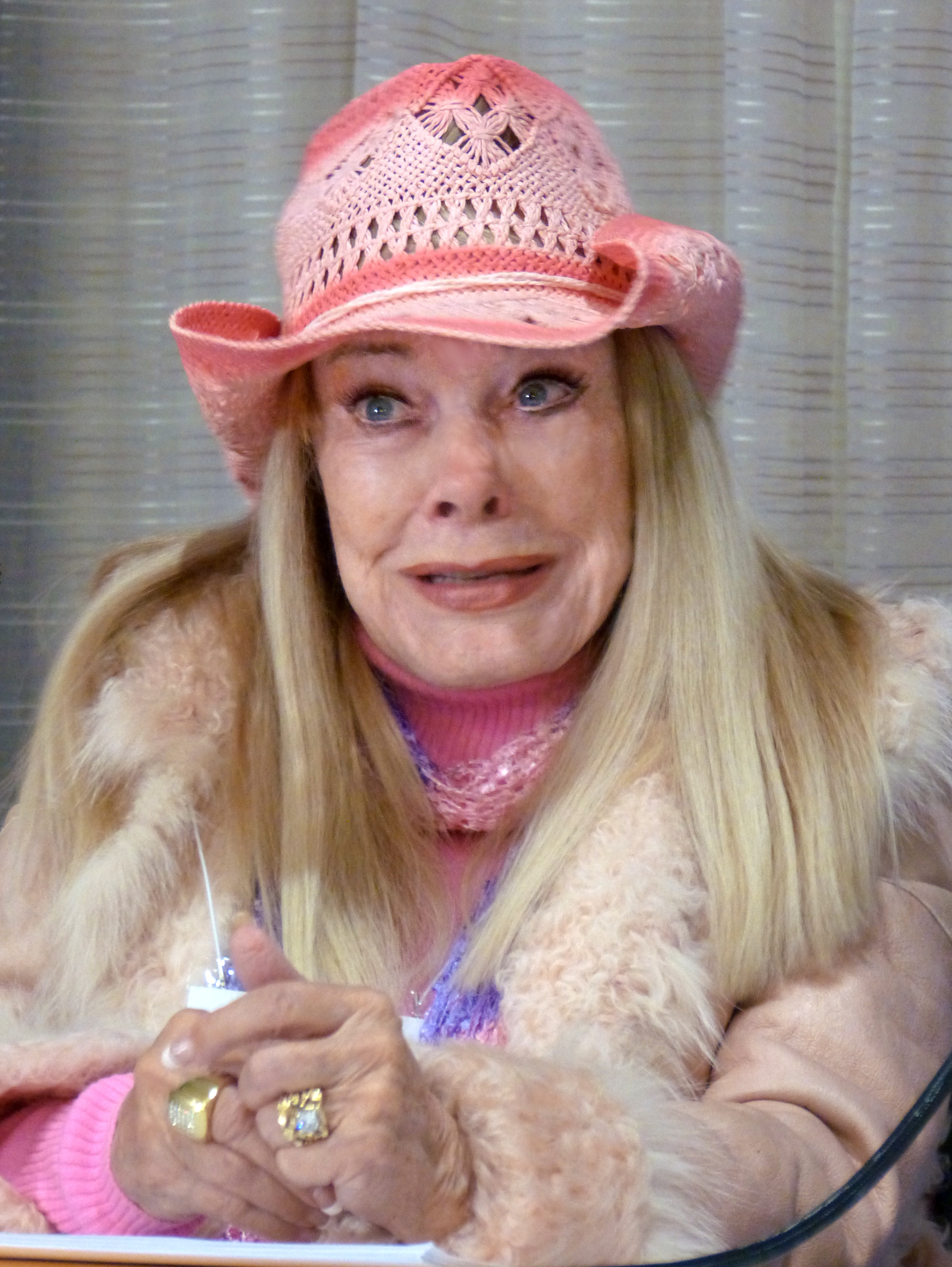
Terry Moore (2015)

Terry Moore (* 7. Januar 1929 in Los Angeles, Kalifornien; eigentlich Helen Luella Koford) ist eine US-amerikanische Schauspielerin.

## Leben und Wirken
Die aus Los Angeles gebürtige Terry Moore war schon als Kindermodel tätig gewesen, als sie im Alter von 11 Jahren in dem Film Maryland von Henry King ihre erste kleine Filmrolle übernahm. Bis Ende der 1940er-Jahre war sie vor allem in weiteren kleinen Nebenrollen zu sehen. So agierte sie 1942 in der Komödie Dick und Doof in geheimer Mission und zwei Jahre später spielte sie im Thriller Das Haus der Lady Alquist die Rolle der jungen Paula Alquist. In dieser Zeit trat sie unter ihrem bürgerlichen Namen Helen Koford sowie unter den Künstlernamen Jan Ford und Judy Ford auf. Im Jahre 1948 übernahm Moore in der Filmkomödie Ein Pferd namens October ihre erste Hauptrolle und legte sich auf den Künstlernamen Terry Moore fest. Ein Jahr darauf erfolgte einer ihrer bekanntesten Filmauftritte als weibliche Hauptdarstellerin in Panik um King Kong.
In den 1950er-Jahren befand sich die Popularität der Blondine auf dem Höhepunkt und sie spielte Hauptrollen sowie größere Nebenrollen in zahlreichen Hollywood-Filmen, vor allem für 20th Century Fox, wo sie unter Vertrag stand. 1953 erschien sie auf dem Cover des Life-Magazins und wurde dort als „Hollywood’s Sexy Tomboy“ beschrieben. Für ihre Darstellung in dem Filmdrama Kehr zurück, kleine Sheba wurde sie 1953 für den Oscar in der Kategorie Beste Nebendarstellerin nominiert. Weitere Filmauftritte hatte sie als Tochter eines von Fredric March gespielten Zirkusbetreibers in Elia Kazans Filmdrama Ein Mann auf dem Drahtseil, als Nichte von Fred Astaires Hauptfigur im Musical Daddy Langbein und eine zielstrebige Frau, die einen Mann aus reichem Hause heiratet, in dem damals sehr erfolgreichen Drama Glut unter der Asche. Sie war unter anderem die Filmpartnerin von Robert Wagner in Das Höllenriff (1953) und Feuertaufe (1956) sowie von Tyrone Power im Abenteuerfilm Der Hauptmann von Peshawar (1953).
In den 1960er-Jahren verlor ihre Filmkarriere etwas an Fahrt, unter anderem war sie in dieser Dekade als Leading Lady in den Western Schwarze Sporen und Revolver diskutieren nicht (beide 1965) zu sehen. Zunehmend übernahm Moore auch Rollen im Fernsehen, beispielsweise verkörperte sie 1967 in drei Episoden der Fernsehserie Batman die Rolle der Venus. Mit Beginn der 1970er-Jahre stand sie nur noch sporadisch vor der Kamera, in diesem Jahrzehnt war sie an nur fünf Produktionen beteiligt. In den 1980er-Jahren war sie Gaststar in Fernsehserien wie Knight Rider und drehte einige B-Filme wie etwa American Boyfriends. Sie gründete außerdem in dieser Zeit die Kosmetikfirma Moore’s More und zog sich 1984 im Alter von 55 Jahren für den Playboy aus.
Im 21. Jahrhundert übernimmt Moore trotz ihres inzwischen hohen Alters gelegentlich Auftritte in kleineren Kinofilmen oder Fernsehserien (etwa True Detective und Ray Donovan). Dadurch umspannt ihre Filmkarriere inzwischen mehr als 80 Jahre. Sie wurde im Jahr 1994 mit einem Stern auf dem Hollywood Walk of Fame geehrt.

## Privatleben
Terry Moore war insgesamt sechs Mal verheiratet, unter anderem mit dem amerikanischen Footballspieler Glenn Davis in den Jahren 1951 und 1952. Aus der von 1959 bis 1972 währenden Ehe mit Stuart Cramer gingen zwei Kinder hervor, darunter der gemeinsame Sohn Grant Cramer, der ebenfalls ins Schauspielfach wechselte.
Moore war mit Marilyn Monroe und John Wayne befreundet, zudem datete sie James Dean.
Nach eigener Aussage war sie von 1949 bis zu dessen Tod im Jahre 1976 die geheime Ehefrau von Howard Hughes. Eine Scheidung hätte nie stattgefunden. Über diese Beziehung veröffentlichte sie die zwei Bücher The Beauty and the Billionaire (1984) und The Passions of Howard Hughes (1996). Moores Behauptung der Ehe mit Hughes gilt als umstritten, ihre langjährige Beziehung mit ihm aber als gesichert. Zudem erhielt sie 1983 nach jahrelangem juristischen Streit eine Zahlung in unbekannter Höhe aus Hughes’ Nachlass.

## Filmografie (Auswahl)
- 1940: Maryland
- 1940: The Howards of Virginia
- 1942: Die Königin vom Broadway (My Gal Sal)
- 1942: Laurel und Hardy: Die Geheimagenten (A-Haunting We Will Go)
- 1944: Das Haus der Lady Alquist (Gaslight)
- 1944: Als du Abschied nahmst (Since You Went Away)
- 1944: Sweet and Low-Down
- 1945: Urlaub für die Liebe (The Clock)
- 1945: Son of Lassie
- 1948: Summer Holiday
- 1948: Ein Pferd namens October (The Return of October)
- 1949: Panik um King Kong (Mighty Joe Young)
- 1950: Der Weihnachtswunsch (The Great Rupert)
- 1950: Endstation Mord (Gambling House)
- 1951: Zwei von einer Sorte (Two of a Kind)
- 1951: Strandräuber in Florida (The Barefoot Mailman)
- 1952: Kehr zurück, kleine Sheba (Come Back, Little Sheba)
- 1953: Ein Mann auf dem Drahtseil (Man on a Tightrope)
- 1953: Das Höllenriff (Beneath the 12-Mile Reef)
- 1953: Der Hauptmann von Peshawar (King of the Khyber Rifles)
- 1955: Daddy Langbein (Daddy Long Legs)
- 1956: Feuertaufe (Between Heaven and Hell)
- 1957: Bernardine
- 1957: Glut unter der Asche (Peyton Place)
- 1959: Tausend Meilen Staub (Rawhide, Fernsehserie, Folge 1x01)
- 1959: Das gibt’s nur in Amerika (A Private’s Affair)
- 1959: Kampf ohne Gnade (Cast a Long Shadow)
- 1960: Insel der Sadisten (Platinum High School)
- 1960: Nackte Lebensgier (Why Must I Die?)
- 1962–1963: Empire (Fernsehserie, 24 Folgen)
- 1963–1965: Amos Burke (Burke’s Law, Fernsehserie, 3 Folgen)
- 1965: Schwarze Sporen (Black Spurs)
- 1965: Revolver diskutieren nicht (Town Tamer)
- 1965: Scharfe Küsse für Mike Forster (City of Fear)
- 1966: Meine drei Söhne (My Three Sons, Fernsehserie, Folge 6x19)
- 1966: Wyoming-Bravados (Waco)
- 1966: Die Leute von der Shiloh Ranch (The Virginian, Fernsehserie, Folge 5x10)
- 1967: Batman (Fernsehserie, 3 Folgen)
- 1968: Ein gewisser Dick Dagger (A Man Called Dagger)
- 1970: Bonanza (Fernsehserie, Folge 12x06 Joe in höchster Gefahr)
- 1972: Highway-Inferno (The Daredevil)
- 1978: Der Einzelkämpfer (Death Dimension)
- 1980/1984: Love Boat (The Love Boat, Fernsehserie, 2 Folgen)
- 1982: Psycho-Killer (Double Exposure)
- 1983: Matt Houston (Fernsehserie, Folge 1x22)
- 1983: Knight Rider (Fernsehserie, Folge 2x07)
- 1983: Fantasy Island (Fernsehserie, Folge 7x05)
- 1988: Kampf gegen die Mafia (Wiseguy, Fernsehserie, Folge 1x19)
- 1989: American Boyfriends
- 1989: Adam Sandler’s Love Boat (Going Overboard)
- 1989: Aufs Kreuz gelegt (Jake Spanner, Private Eye, Fernsehfilm)
- 1991: Mord ist ihr Hobby (Murder, She Wrote, Fernsehserie, Folge 7x14)
- 1998: Ein Pferd für Sunny (Second Chances)
- 1998: Mein großer Freund Joe (Mighty Joe Young)
- 1999: Kreuzfahrtschiff auf Todeskurs (Final Voyage)
- 2006: Kill Your Darlings
- 2014: True Detective (Fernsehserie, Folge 1x08)
- 2015: Mansion of Blood
- 2016: Ray Donovan (Fernsehserie, Folge 4x07)
- 2018: Rettet Flora – Die Reise ihres Lebens (Saving Flora)
- 2021: Evie Rose (Kurzfilm)
- 2023: Silent Life: The Story of the Lady in Black